# Marina del Este
Marina del Este o Puerto de Punta de la Mona es un puerto deportivo situado en la localidad española de La Herradura, municipio de Almuñécar, provincia de Granada. Es de tamaño mediano, con capacidad para 227 amarres, esloras de hasta 30 metros y calados de entre 3 y 6,5 metros.
Está ubicado en la ensenada de Los Berengueles, cara este de La Punta de la Mona.

## Galería
|                                                |
| Marina del Este desde el faro de La Herradura. |

|                                             |
| Marina del Este y playa de Los Berengueles. |

|                                                    |
| Playa de Los Berengueles, situada junto al puerto. |

|                                        |
| Playa de La Herradura. Agosto de 2011. |